# Calice Ligure
Calice Ligure is een gemeente in de Italiaanse provincie Savona (regio Ligurië) en telt 1496 inwoners (31-12-2004). De oppervlakte bedraagt 19,4 km², de bevolkingsdichtheid is 77 inwoners per km².

## Demografie
Calice Ligure telt ongeveer 660 huishoudens. Het aantal inwoners steeg in de periode 1991-2001 met 8,5% volgens cijfers uit de tienjaarlijkse volkstellingen van ISTAT.
| Jaar | Inwoneraantal |
| ---- | ------------- |
| 1991 | 1346          |
| 2001 | 1461          |

## Geografie
Calice Ligure grenst aan de volgende gemeenten: Bormida, Finale Ligure, Mallare, Orco Feglino, Rialto, Tovo San Giacomo.

## Externe link

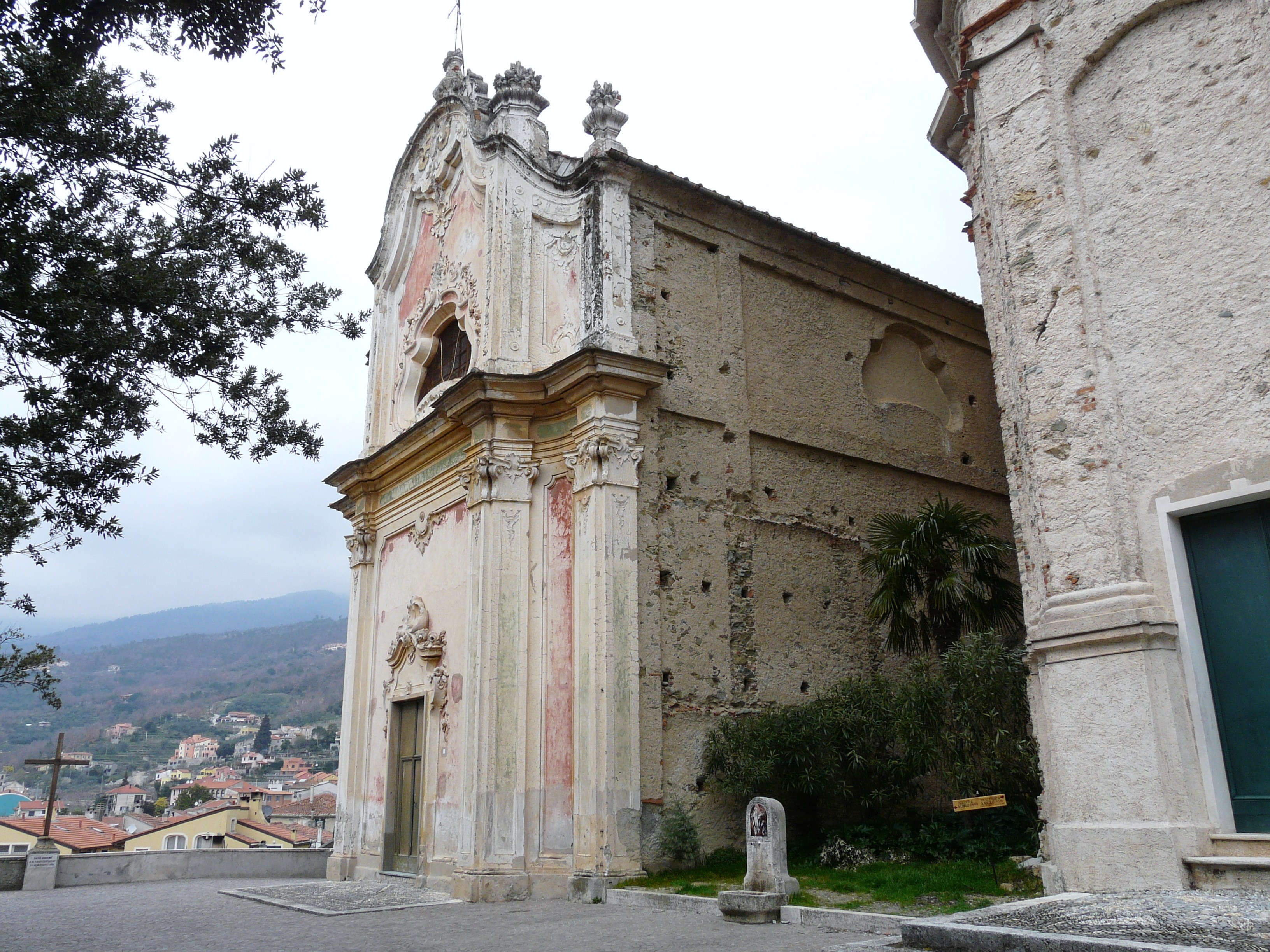
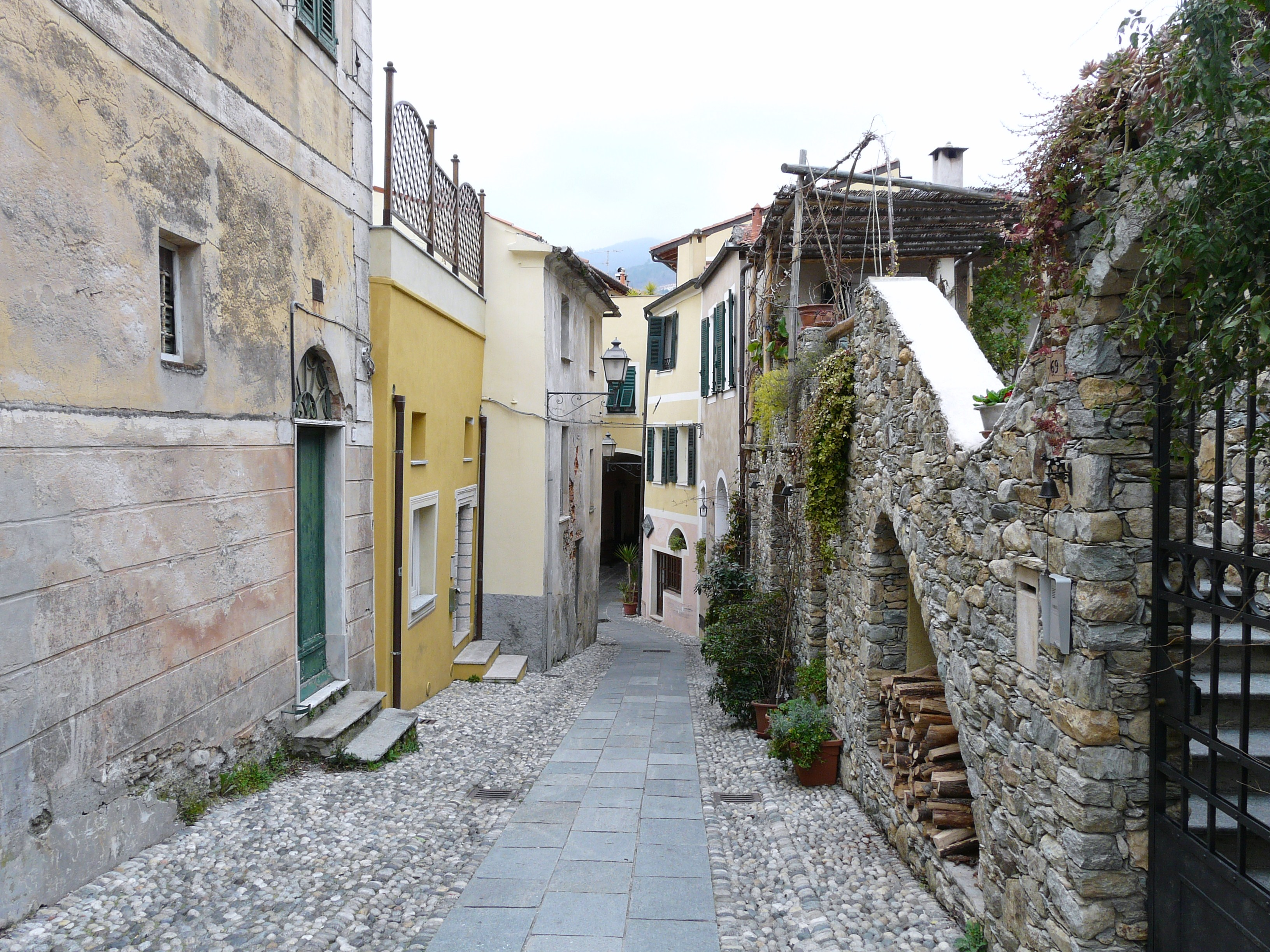
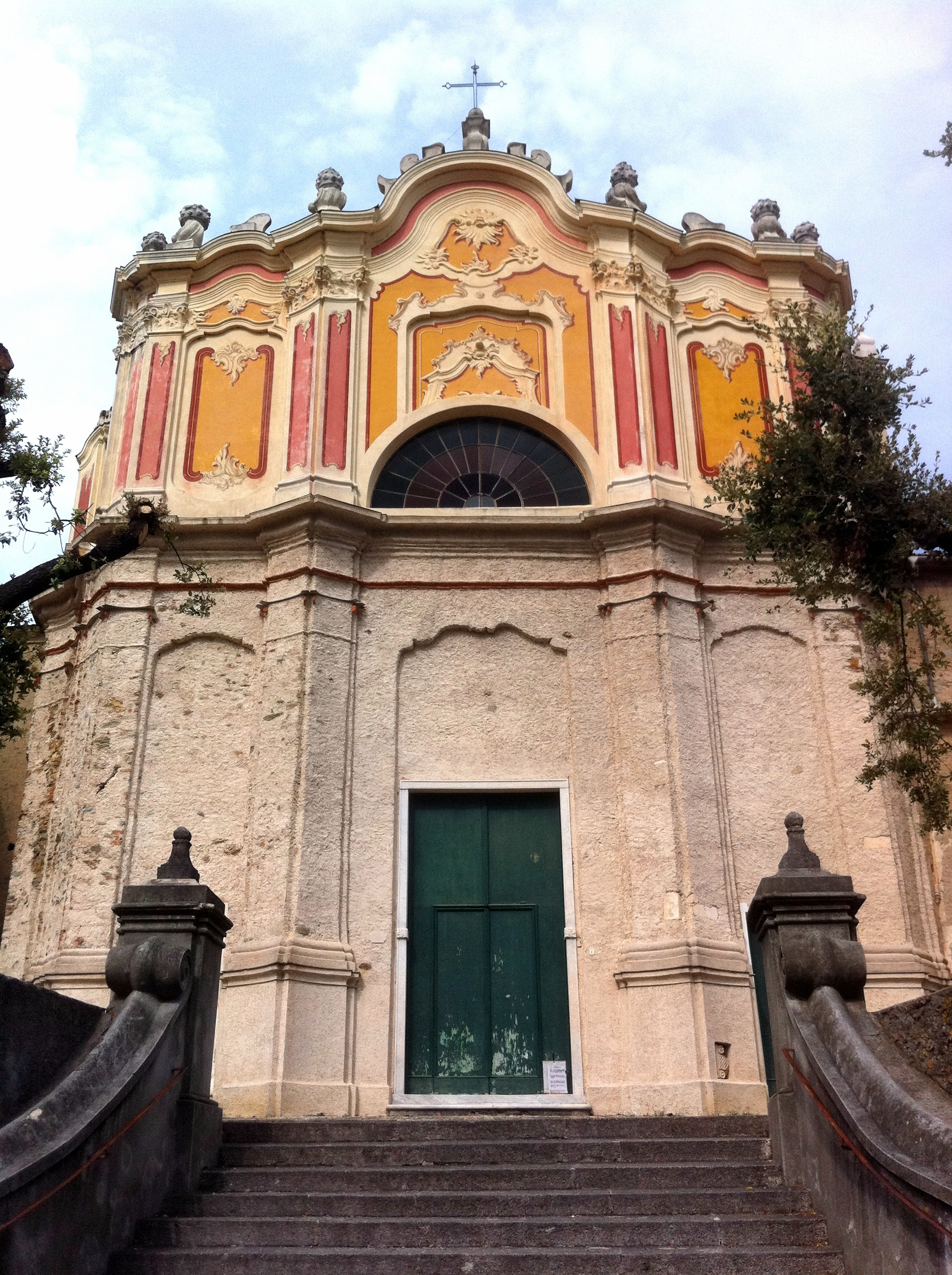
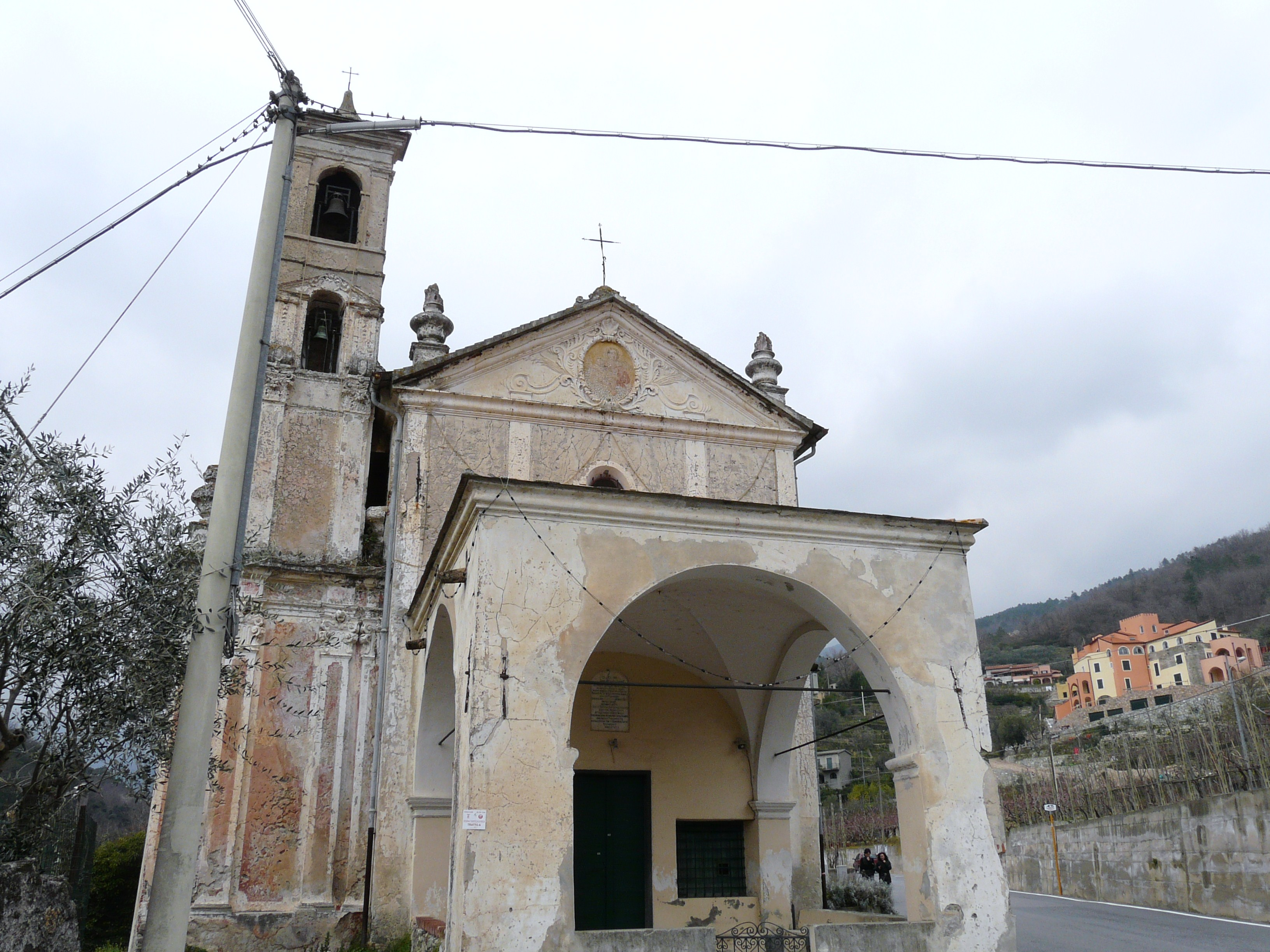